# Rhetorik des Bildes
Rhetorik des Bildes (Rhétorique de l'image) ist ein 1964 veröffentlichter Essay des Semiologen Roland Barthes, der als ein semiologischer Grundlagentext anhand eines Reklamebildes der Firma Panzani in einer Spektralanalyse die Botschaften dieses Mediums untersucht.
Barthes formuliert hier für die Semiotik grundlegende Aussagen darüber, wie ein Bild seinen Sinn erklärt, an welchen Punkten der Sinn endet und was nach diesem Ende folgt. Er definiert dabei die Funktionen der linguistischen Nachricht, der kodierten ikonischen (symbolische) und der nicht kodierten ikonischen (buchstäblichen) Nachricht eines Bildes und ihr Verhältnis zueinander.
Das exemplarisch untersuchte Reklamebild der Teigwarenfirma Panzani erschien als Anzeige in einer Illustrierten. Roland Barthes beschreibt die Anzeige wie folgt:
„Spaghettipäckchen, eine Dose, ein Beutel Tomaten, Zwiebeln, Paprika, ein Champignon – das ganze in gelber und grüner Farbe auf rotem Grund –, fällt aus einem halboffenen Netz.“
Die Rhetorik eines Bildes setzt sich aus den gesendeten und empfangenen linguistischen Nachrichten, der kodierten ikonischen (symbolischen) und der nicht kodierten ikonischen (buchstäblichen) Nachricht zusammen. Die Leseweisen (lexiques) eines Bildes werden durch das kulturelle und ästhetische Wissen (Identität) der Leserin und des Lesers bestimmt: „Ein und dieselbe Redeweise (lexie) mobilisiert unterschiedliche Leseweisen (lexiques).“ (Barthes) Die Konnotation Italianität, die die Assonanz des Wortes Panzani in Frankreich hervorruft, ist durch ein touristisches Wissen geprägt. In Italien würde sie – so vermutet Barthes – nicht wahrgenommen werden. Die Menge und Identität der Leseweisen wird mit dem Begriff ideolecte bezeichnet. Für eine wirkungsvolle Rhetorik (Konnotationssignifikate) müssen passende Konnotationssignifikante gefunden werden. Aufgrund der Verankerung und Vermittlung des Sinns durch die linguistischen Nachrichten sowie des Codes der buchstäblichen Nachricht gestaltet sich der ideologische Gehalt des Bildes.

## Typisches Zeichen
„Typisches Zeichen“ wird in der Semantik nach Roland Barthes das in seiner Substanz ausreichend definierte Zeichen eines Systems genannt. Typische Zeichen sind verbale, bildliche und gestische Zeichen.
In Rhetorik des Bildes untersucht Barthes ein Reklamebild des Pasta-Herstellers Panzani. Bei der Spektralanalyse der Botschaften in dieser Reklame wird unter anderem das Zeichen Panzani in seiner Botschaft als ein typisches Zeichen analysiert, da es in seiner Substanz „der gegliederten (geschriebenen) Sprache“ (Barthes) zugeordnet werden kann. Dabei ergibt sich die Besonderheit, dass trotz zweier Signifikate – der Unternehmensname (Firma) und die Italianität, die sich aus der Assonanz des Zeichens ergibt – nur eine Botschaft zur Geltung kommt.

## Konnotationssystem
Konnotationssystem (vgl. Konnotation) wird in der Semantik Roland Barthes' ein System genannt, welches die Zeichen eines anderen Systems übernimmt. Wird ein System und seine Zeichen zu einem Signifikanten eines anderen Systems, so wird das zweite System zu einem Konnotationssystem. Der Begriff des Konnotationssystems wird bei der Strukturbeschreibung semantischer Botschaften – zum Beispiel in einem Reklamebild – und ihrer Beziehungen zueinander angewandt. Erscheint hier die buchstäbliche Botschaft (nicht kodierte ikonische Nachricht) als die Trägerin der symbolischen Botschaft (kodierte ikonische Nachricht), handelt es sich hierbei um ein Konnotationssystem.

## Linguistische Nachricht
„Linguistische Nachrichten“ (nach Roland Barthes: le message linguistique) sind schriftliche Aussagen, die in einer Beziehung zu ikonischen Nachrichten auf der Basis von Zeichen stehen. Sie gehören zur Wissenschaft der Semiotik, die sich mit Zeichensystemen aller Art befasst, wie Gestiken oder Verkehrszeichen. Beispiele sind Bildunterschriften, Slogans auf Plakaten, Sprechblasen im Comic, Zeitungsartikel oder schriftliche Informationen wie Dialoge zu Filmbildern. Sie gelten als vollwertige Glieder einer Informationsstruktur.
Linguistische Nachrichten antworten immer auf die Frage: „Was ist das, was ich sehe?“ Sie sind die denotierte Beschreibung des Bildes, und sie begrenzen das projektive Vermögen des Bildes: „Auf der Ebene der symbolischen Botschaft leitet die linguistische Nachricht nicht mehr die Identifikation, sondern die Interpretation; sie erzeugt eine Art begrenzenden Druck, der den konnotierten Sinngehalt daran hindert, in allzu persönliche Gebiete auszuwuchern.“
Nach Roland Barthes entwickelt jede „Gesellschaft diverse Techniken zur Fixierung der fluktuierenden Kette der Signifikate, um gegen den Schrecken der ungewissen Zeichen anzukämpfen: Die sprachliche Botschaft [le message linguistique] ist eine dieser Techniken.“ Zwei Funktionen sind hervorzuheben: die der Verbindung (de relais) und die der Verankerung (d'ancrage). In der Massenkultur dient die Linguistische Nachricht meist der Verankerung, der häufigsten Funktion der sprachlichen Botschaft. „Man trifft sie gewöhnlich in der Pressefotografie und in der Werbung an. Die Relaisfunktion ist (zumindest beim unbewegten Bild) seltener; man findet sie vor allem in den humoristischen Zeichnungen und in den Comics.“
Die bedeutendste gesellschaftliche Funktion der Verankerung ist ideologisch, da sie den Sinn sowie die Entscheidungen für das, was wahrgenommen wird, dirigiert. Linguistische Nachrichten reduzieren das Nachdenken. Dagegen ist das Relais-Wort im Film von Bedeutung: Das „Relais-Wort wird im Film sehr wichtig, wo der Dialog keine bloße Erhellungsfunktion besitzt und wo es tatsächlich die Handlung vorantreibt, indem es in der Abfolge der Botschaften Bedeutungen anbringt, die im Bild nicht aufscheinen.“ In L'Empire des signes (Das Reich der Zeichen) arbeitet Barthes mit der Verschränkung von Bild und Text, der dieser Relais-Funktion gleichkommt.

## Textausgaben
- Roland Barthes: Rhétorique de l’image. In: Communications, 4, 1964, S. 40–51, Digitalisat.
- Roland Barthes: Rhetorik des Bildes („Rhétorique de l'image“). In: Ders.: Der entgegenkommende und der stumpfe Sinn („L'obvie et l'obtus“). Suhrkamp, Frankfurt/M. 2005, ISBN 3-518-11367-4.
- Roland Barthes: Rhetorik des Bildes („Rhétorique de l'image“). In: Alternative. Blätter für Literatur und Diskussion, Jg. 9 (1967), Heft 54.